# Якимець Григорій Степанович
Григорій Степанович Якимець (1934 — 2000, місто Львів) — український радянський діяч, бригадир комплексної бригади будівельного управління № 55 тресту «Львівжитлобуд» Львівської області. Депутат Верховної Ради УРСР 10-го скликання.

## Біографія
Закінчив семирічну школу.
З 1952 року працював каменярем, бетонником, муляром будівельного управління тресту «Львівжитлобуд» в місті Львові.
Служив у Радянській армії.
З 1958 року — муляр, з 1966 року — бригадир комплексної бригади будівельного управління № 55 тресту «Львівжитлобуд» Львівської області.
Освіта середня спеціальна. У 1970-х роках закінчив вечірнє відділення Львівського будівельного технікуму.
Потім — на пенсії в місті Львові.

## Нагороди
- орден Леніна (.04.1981)
- орден Трудового Червоного Прапора
- медалі